# Orthocladius barbicornis
Orthocladius barbicornis is een muggensoort uit de familie van de dansmuggen (Chironomidae). De wetenschappelijke naam werd gepubliceerd in 1767 door Carl Linnaeus.